# Seznam mistryň světa v šachu
Mistryně světa v šachu je vítězka turnaje nebo zápasu, který organizuje FIDE. První mistryně světa v šachu byla Češka Věra Menčíková v roce 1927 a do roku 2015 známe 15 mistryň světa. V letech 1944 až 1950 byl trůn šachové královny neobsazen. Tři šachistky (Jelizaveta Bykovová, Sie Ťün a Chou I-fan) dokázaly získat titul mistryně světa opětovně poté, co jej ztratily.

## Přehled mistryň světa
| Šachistka             | Země           | Začátek           | Konec             | Roky | Dny   | Dny celkem |
| --------------------- | -------------- | ----------------- | ----------------- | ---- | ----- | ---------- |
| Věra Menčíková        | Československo | 30. července 1927 | 27. června 1944   | 16,9 | 6 177 | 6 177      |
| —                     | —              | 27. června 1944   | 19. ledna 1950    | 5,6  | 2 032 |            |
| Ljudmila Ruděnková    | Sovětský svaz  | 19. ledna 1950    | 20. září 1953     | 3,7  | 1 340 | 1 340      |
| Jelizaveta Bykovová   | Sovětský svaz  | 20. září 1953     | 25. září 1956     | 3,0  | 1 101 |            |
| Olga Rubcovová        | Sovětský svaz  | 25. září 1956     | 12. března 1958   | 1,5  | 533   | 533        |
| Jelizaveta Bykovová   | Sovětský svaz  | 12. března 1958   | 17. října 1962    | 4,6  | 1 680 | 2 781      |
| Nona Gaprindašviliová | Sovětský svaz  | 17. října 1962    | 5. října 1978     | 16,0 | 5 832 | 5 832      |
| Maja Čiburdanidzeová  | Sovětský svaz  | 5. října 1978     | 28. října 1991    | 13,1 | 4 771 | 4 771      |
| Sie Ťün               | Čína           | 28. října 1991    | 20. února 1996    | 4,3  | 1 576 |            |
| Zsuzsa Polgárová      | Maďarsko       | 20. února 1996    | 22. srpna 1999    | 3,5  | 1 279 | 1 279      |
| Sie Ťün               | Čína           | 22. srpna 1999    | 14. prosince 2001 | 2,3  | 845   | 2 421      |
| Ču Čchen              | Čína           | 14. prosince 2001 | 4. června 2004    | 2,5  | 903   | 903        |
| Antoaneta Stefanovová | Bulharsko      | 4. června 2004    | 27. března 2006   | 1,8  | 661   | 661        |
| Sü Jü-chua            | Čína           | 27. března 2006   | 18. září 2008     | 2,5  | 906   | 906        |
| Alexandra Kostěňuková | Rusko          | 18. září 2008     | 24. prosince 2010 | 2,3  | 827   | 827        |
| Chou I-fan            | Čína           | 24. prosince 2010 | 1. prosince 2012  | 1,9  | 708   |            |
| Anna Ušeninová        | Ukrajina       | 1. prosince 2012  | 20. září 2013     | 0,8  | 293   | 293        |
| Chou I-fan            | Čína           | 20. září 2013     | 5. dubna 2015     | 1,5  | 562   |            |
| Marija Muzyčuková     | Ukrajina       | 5. dubna 2015     | 14. března 2016   | 0,9  | 346   | 346        |
| Chou I-fan            | Čína           | 14. března 2016   | 3. března 2017    | 1,0  | 354   | 1 624      |
| Tchan Čung-i          | Čína           | 3. března 2017    | 18. května 2018   | 1,2  | 441   | 441        |
| Ťü Wen-ťün            | Čína           | 18. května 2018   | dosud             |      | 2 538 | 2 538      |